# Ishwari Prasad

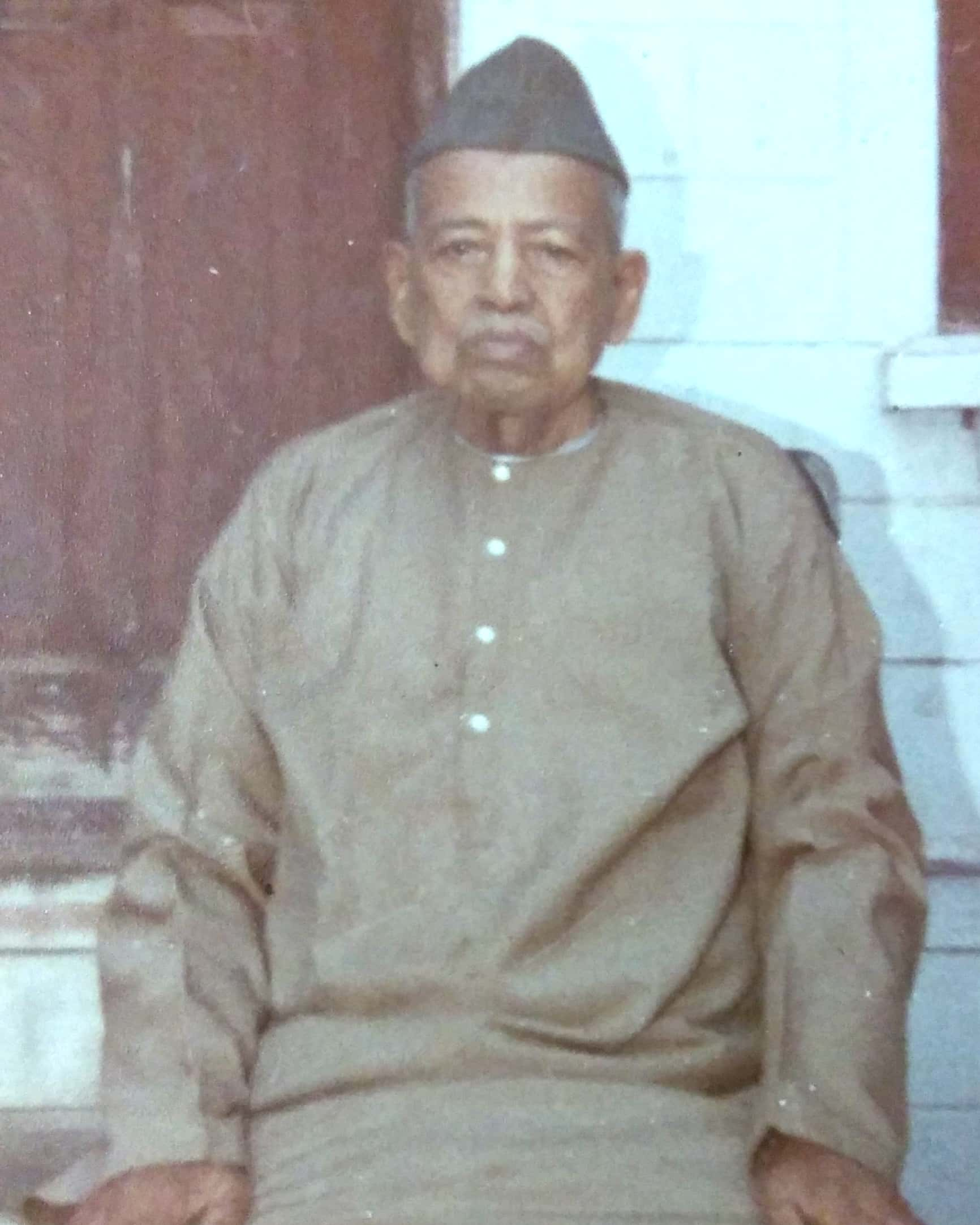
Dr. Ishwari Prasad in Agra (Dezember 1979)

Ishwari Prasad (* 1888; † 1986) war ein indischer Historiker. Er beschäftigte sich vorwiegend mit den muslimischen Herrschern und Staaten Indiens, insbesondere mit der Tughluq-Dynastie.
Er zählt zu den modernen Verteidigern solcher Machthaber wie Muhammad bin Tughluq, des Sultans von Delhi.

## Werke
- History of medieval India from 647 A.D. to the Mughal conquest. Allahabad: Indian Pr., 1925
- A short History of Muslim rule in India from the conquest of Islam to the death of Aurangzeb. - Allahabad: The Indian Pr., (1930)
- L'Inde du 7e au 16e siècle. Traduit sur la 2e edition par H. de Saugy. Paris : de Boccard, 1930 (Histoire du monde 8,1)
- A History of the Qaraunah Turks in India. – Allahabad: Indian Pr., 1936 Digitalisat
- The life and times of Humayun. - Bombay [u. a.] : Orient Longmans, 1956
- India in the eighteenth century. - Allahabad : Chugh Publications, 1973
- Hindu-Muslim problems. - Allahabad : Chugh Publ., 1974
- The life and times of Maharaja Juddha Shumsher Jung Bahadur Rana of Nepal. - New Delhi : Ashish Pub. House, 1975
- History of mediaeval India. - Allahabad : The Indian Pr., 1976
- A short history of Muslim rule in India : from the advent of Islam to the death of Aurangzeb. - (Rev. ed.). - Allahabad : The Indian Pr., 1981
- Reservation : action for social equality. - 1. publ.. - New Delhi : Criterion Publ., 1986
- Caste, merit and reservations. - New Delhi : Samata Era Publ., 1987
- History of Indian Timurids. - 1. ed.. - Allahabad : Indian Press, 1995